# Saint-Julien-les-Villas
Pour les articles homonymes, voir Saint-Julien.
Saint-Julien-les-Villas est une commune française, située dans le département de l'Aube en région Grand Est dans l'agglomération troyenne.

## Géographie
| Troyes               |                         | Saint-Parres-aux-Tertres |
|                      | Saint-Julien-les-Villas | Rouilly-Saint-Loup       |
| Rosières-près-Troyes | Bréviandes              |                          |

Saint-Julien-les-Villas est une ville de l'agglomération troyenne située au sud de Troyes.
Ses habitants se nomment Sancéens (Sancéennes), d'après l'ancien nom, Sancey, qui fut repris sous la Révolution.

### Toponymie
L'adjonction de Villa a été autorisée par le décret du 5 août 1919. Il s'appelait jadis Sancey, puis Saint-Julien-Sancey ; il fallait attendre de le XVIIe pour que la communauté ne soit plus qualifiée que par Saint-Julien.

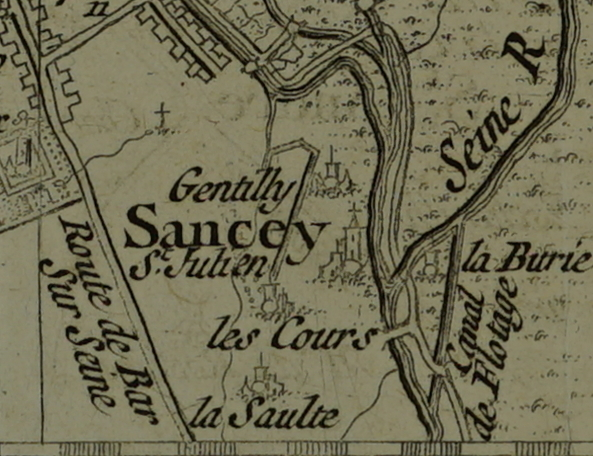
Carte de 1811.

Sur un cadastre de 1827 apparaissaient les écarts suivants : le Bas-du-Pont, la Borde, Breviande-Saint-Julien, la Burie, le Clos, les Cours, Cronsels (pour partie sur le territoire de la commune), le Déversoire, Gentilly, la Maison-Rousset, la Moline, Ormoy, la Pointe-de-la-Papeterie, la Renouillère, Rousset, le Petit-Saint-Julien, le Temple, les Trévois, les Vannes-Tranchines, Verdun.

### Hydrographie
La commune est dans la région hydrographique « la Seine de sa source au confluent de l'Oise (exclu) » au sein du bassin Seine-Normandie. Elle est drainée par la Seine, le canal de Saint Julien, le canal des Trevois, la Hurande, le Triffoire, le canal 01 de Gentilly, le canal 01 du Champ Brûlé, le canal des Flotteurs, la Fontaine, la Vieille Seine et la rivière Notre-Dame,.
La Seine, un fleuve long de 775 km, coule dans le Bassin parisien et notamment dans le département de l’Aube en le traversant du sud-est au nord-ouest. Elle irrigue la commune dans sa partie centrale.

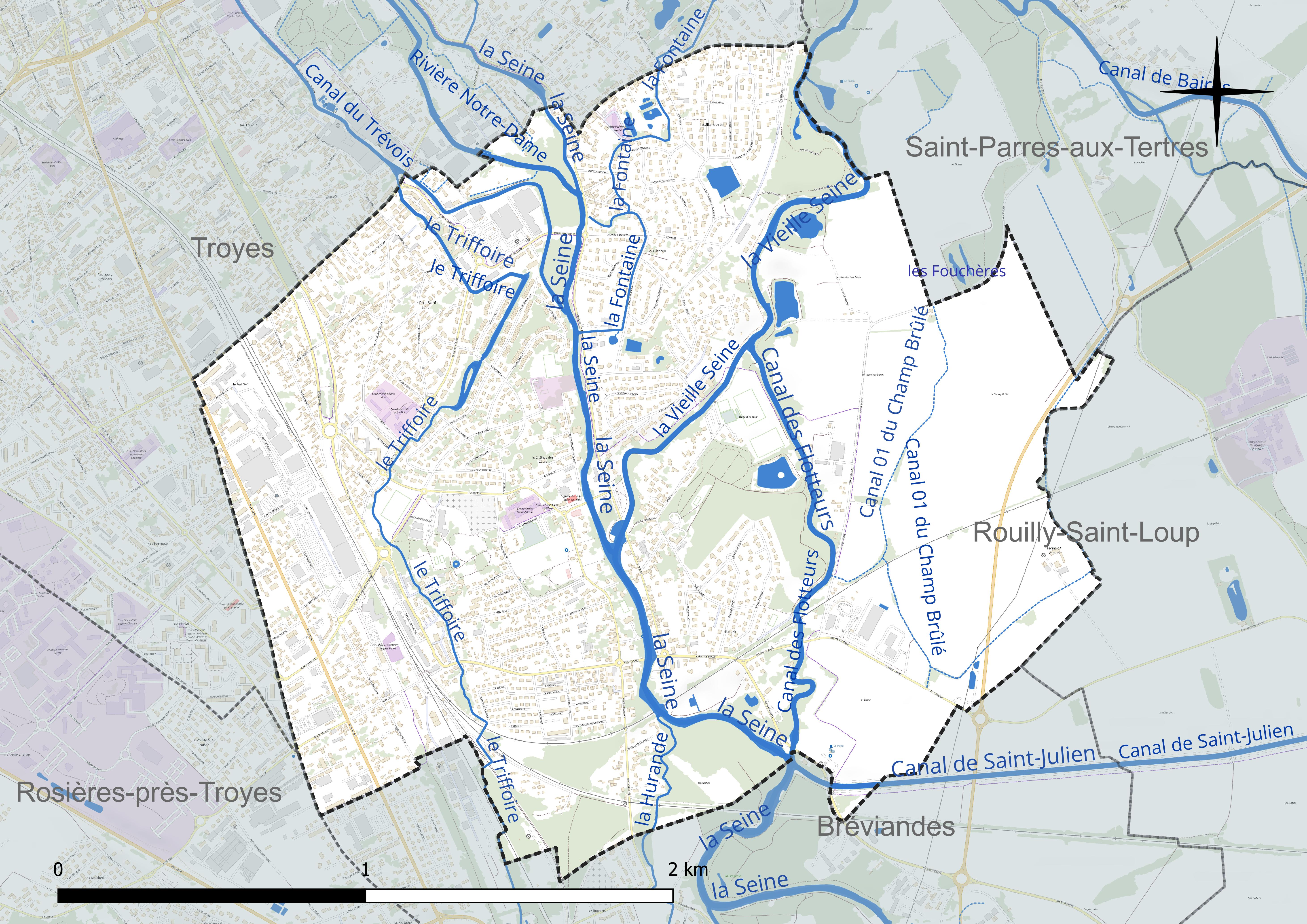
Réseau hydrographique de Saint-Julien-les-Villas.

Un plan d'eau complète le réseau hydrographique : le plan d'eau 1 de la commune de Saint Julien les Villas (0,7 ha),.

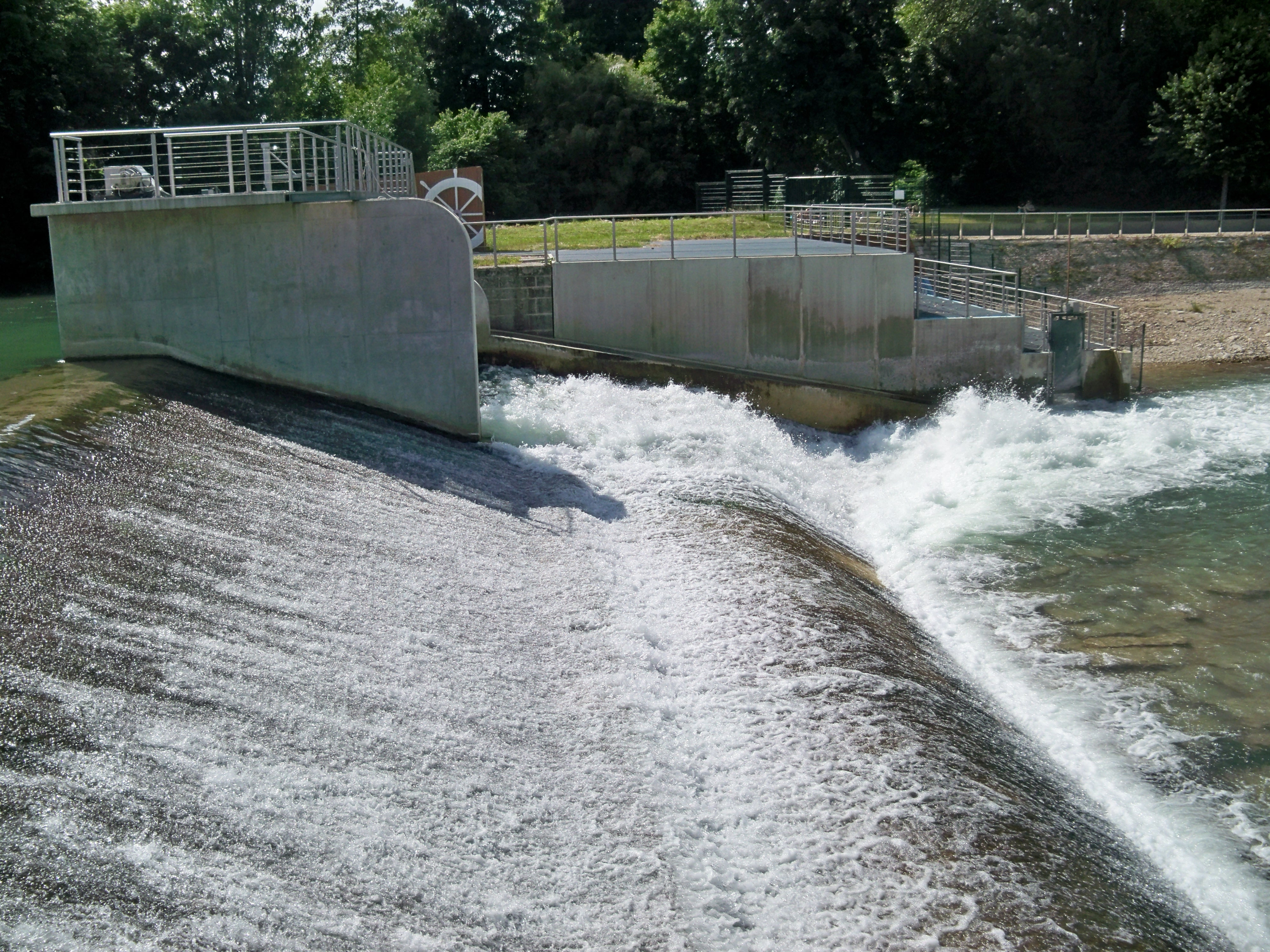
Le Déversoir.
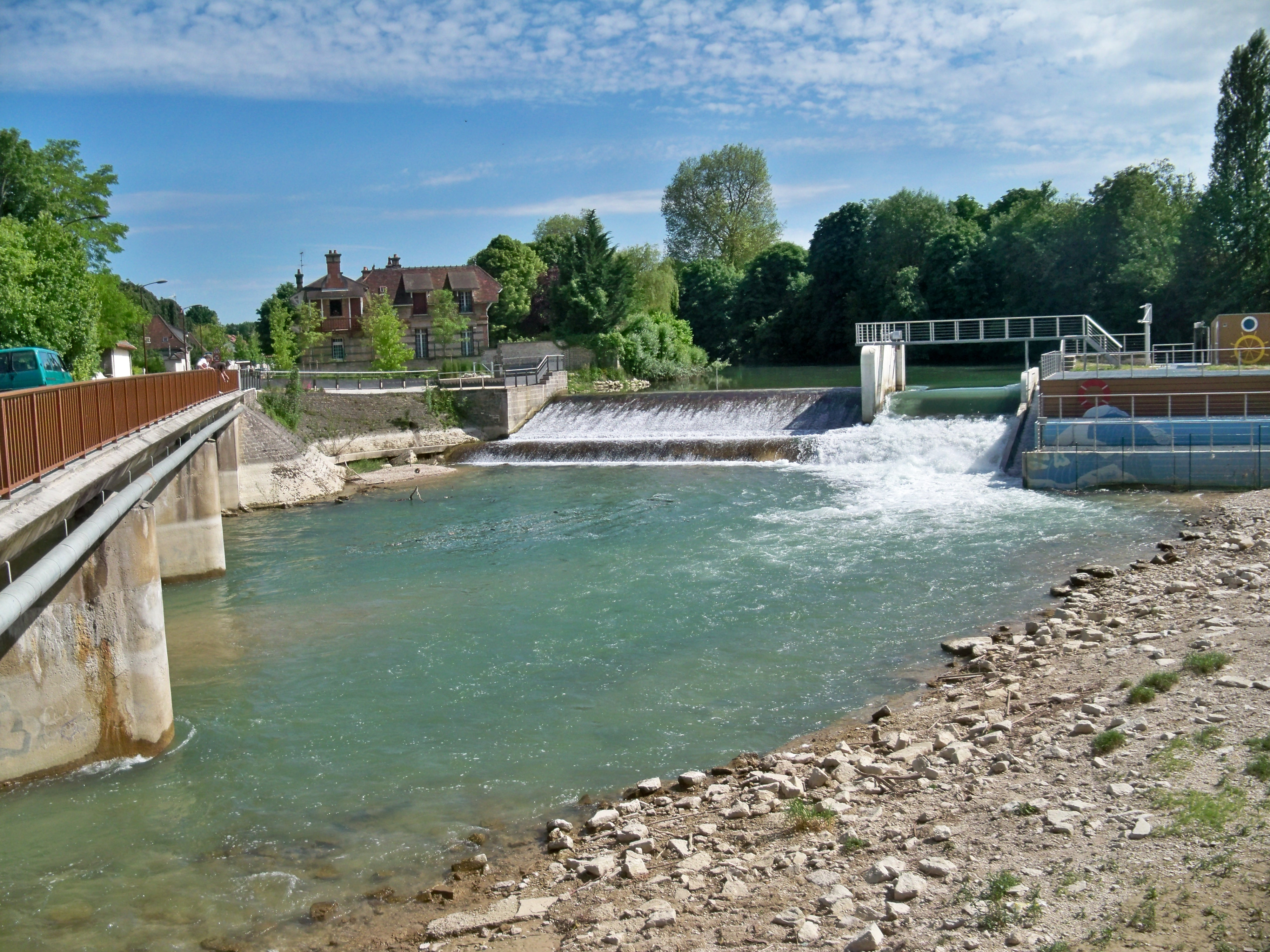
Le Déversoir.
Le Déversoir pendant la crue du 8 mai 2013.

### Climat
Pour des articles plus généraux, voir Climat du Grand Est et Climat de l'Aube.
En 2010, le climat de la commune est de type climat océanique dégradé des plaines du Centre et du Nord, selon une étude du Centre national de la recherche scientifique s'appuyant sur une série de données couvrant la période 1971-2000. En 2020, Météo-France publie une typologie des climats de la France métropolitaine dans laquelle la commune est exposée à un climat océanique altéré et est dans la région climatique Lorraine, plateau de Langres, Morvan, caractérisée par un hiver rude (1,5 °C), des vents modérés et des brouillards fréquents en automne et hiver.
Pour la période 1971-2000, la température annuelle moyenne est de 10,6 °C, avec une amplitude thermique annuelle de 15,8 °C. Le cumul annuel moyen de précipitations est de 698 mm, avec 11,3 jours de précipitations en janvier et 7,8 jours en juillet. Pour la période 1991-2020, la température moyenne annuelle observée sur la station météorologique de Météo-France la plus proche, « Saint-Pouange », sur la commune de Saint-Pouange à 7 km à vol d'oiseau, est de 11,5 °C et le cumul annuel moyen de précipitations est de 707,5 mm. 
La température maximale relevée sur cette station est de 42,2 °C, atteinte le 24 juillet 2019 ; la température minimale est de −21 °C, atteinte le 9 janvier 1985,,.
| Mois                                  | jan.            | fév.             | mars           | avril           | mai           | juin           | jui.          | août         | sep.            | oct.            | nov.             | déc.             | année     |
| ------------------------------------- | --------------- | ---------------- | -------------- | --------------- | ------------- | -------------- | ------------- | ------------ | --------------- | --------------- | ---------------- | ---------------- | --------- |
| Température minimale moyenne (°C)     | 0,6             | 0,5              | 2,3            | 4,4             | 8,2           | 11,4           | 13,4          | 13,2         | 9,8             | 7,2             | 3,6              | 1,4              | 6,3       |
| Température moyenne (°C)              | 3,7             | 4,5              | 7,6            | 10,4            | 14,4          | 17,9           | 20,2          | 20           | 16              | 12,1            | 7,2              | 4,4              | 11,5      |
| Température maximale moyenne (°C)     | 6,9             | 8,5              | 12,9           | 16,5            | 20,6          | 24,3           | 27            | 26,8         | 22,3            | 16,9            | 10,8             | 7,4              | 16,7      |
| Record de froid (°C) date du record   | −21 09.01.1985  | −18,7 26.02.1986 | −14,8 01.03.05 | −7,7 09.04.1973 | −2 01.05.1984 | 0,7 05.06.1991 | 4 17.07.1980  | 2 28.08.1974 | −0,5 21.09.1978 | −5,1 20.10.1972 | −11,3 24.11.1998 | −17,8 31.12.1985 | −21 1985  |
| Record de chaleur (°C) date du record | 16,6 05.01.1999 | 21,9 27.02.19    | 24,5 16.03.12  | 29,5 20.04.18   | 34,5 28.05.17 | 38,4 26.06.19  | 42,2 24.07.19 | 41 08.08.03  | 36,3 14.09.20   | 29,6 01.10.1985 | 23,8 08.11.15    | 18,7 16.12.1989  | 42,2 2019 |
| Précipitations (mm)                   | 57,6            | 50,8             | 49,6           | 53,6            | 67,4          | 57,8           | 55,7          | 58,3         | 55,1            | 69,5            | 64,1             | 68               | 707,5     |

| Diagramme climatique                                  |            |             |             |             |              |            |              |             |             |             |          |
| J                                                     | F          | M           | A           | M           | J            | J          | A            | S           | O           | N           | D        |
| 6,90,657,6                                            | 8,50,550,8 | 12,92,349,6 | 16,54,453,6 | 20,68,267,4 | 24,311,457,8 | 2713,455,7 | 26,813,258,3 | 22,39,855,1 | 16,97,269,5 | 10,83,664,1 | 7,41,468 |
| Moyennes : • Temp. maxi et mini °C • Précipitation mm |            |             |             |             |              |            |              |             |             |             |          |

Les paramètres climatiques de la commune ont été estimés pour le milieu du siècle (2041-2070) selon différents scénarios d'émission de gaz à effet de serre à partir des nouvelles projections climatiques de référence DRIAS-2020. Ils sont consultables sur un site dédié publié par Météo-France en novembre 2022.

## Urbanisme

### Typologie
Au 1er janvier 2024, Saint-Julien-les-Villas est catégorisée grand centre urbain, selon la nouvelle grille communale de densité à 7 niveaux définie par l'Insee en 2022.
Elle appartient à l'unité urbaine de Troyes, une agglomération intra-départementale dont elle est une commune de la banlieue,. Par ailleurs la commune fait partie de l'aire d'attraction de Troyes, dont elle est une commune du pôle principal,. Cette aire, qui regroupe 209 communes, est catégorisée dans les aires de 200 000 à moins de 700 000 habitants,.

### Occupation des sols
L'occupation des sols de la commune, telle qu'elle ressort de la base de données européenne d’occupation biophysique des sols Corine Land Cover (CLC), est marquée par l'importance des territoires artificialisés (61,8 % en 2018), en augmentation par rapport à 1990 (55,8 %). La répartition détaillée en 2018 est la suivante : 
zones urbanisées (58,1 %), terres arables (21,8 %), zones agricoles hétérogènes (11,3 %), forêts (5,1 %), espaces verts artificialisés, non agricoles (2,1 %), zones industrielles ou commerciales et réseaux de communication (1,6 %). L'évolution de l’occupation des sols de la commune et de ses infrastructures peut être observée sur les différentes représentations cartographiques du territoire : la carte de Cassini (XVIIIe siècle), la carte d'état-major (1820-1866) et les cartes ou photos aériennes de l'IGN pour la période actuelle (1950 à aujourd'hui).

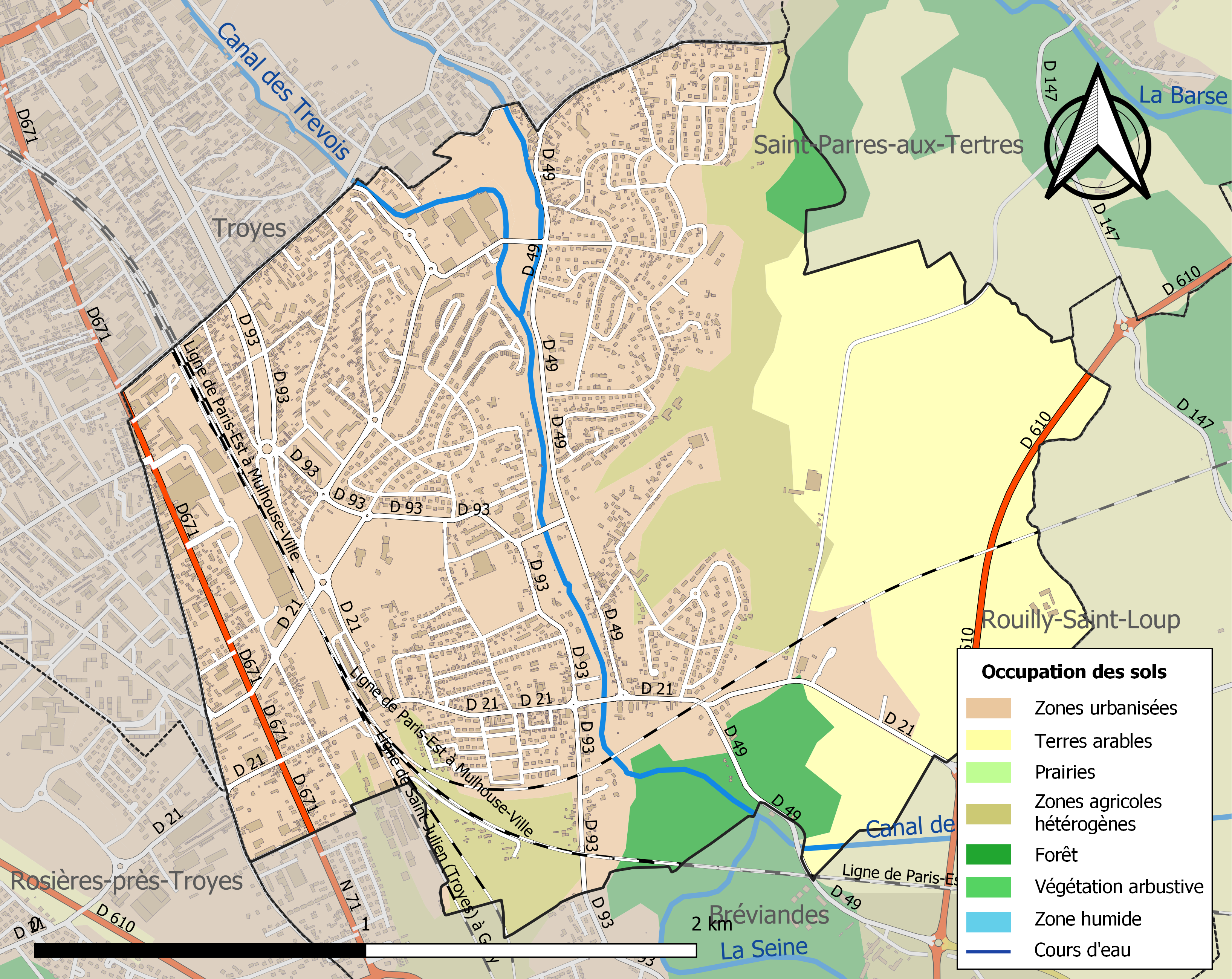
Carte des infrastructures et de l'occupation des sols de la commune en 2018 (CLC).

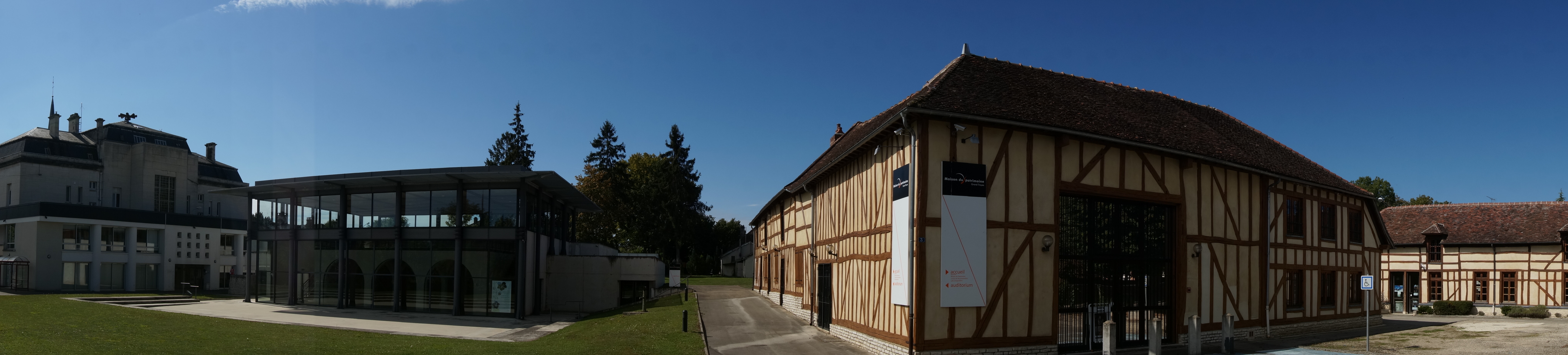
Rue Jean Jacques Rousseau avec de gauche à droite : façade arrière de la mairie ; auditorium de la maison du patrimoine ; locaux de la maison du patrimoine (souvent vide mais parfois utilisés pour des expositions) ; bibliothèque municipale.

## Histoire

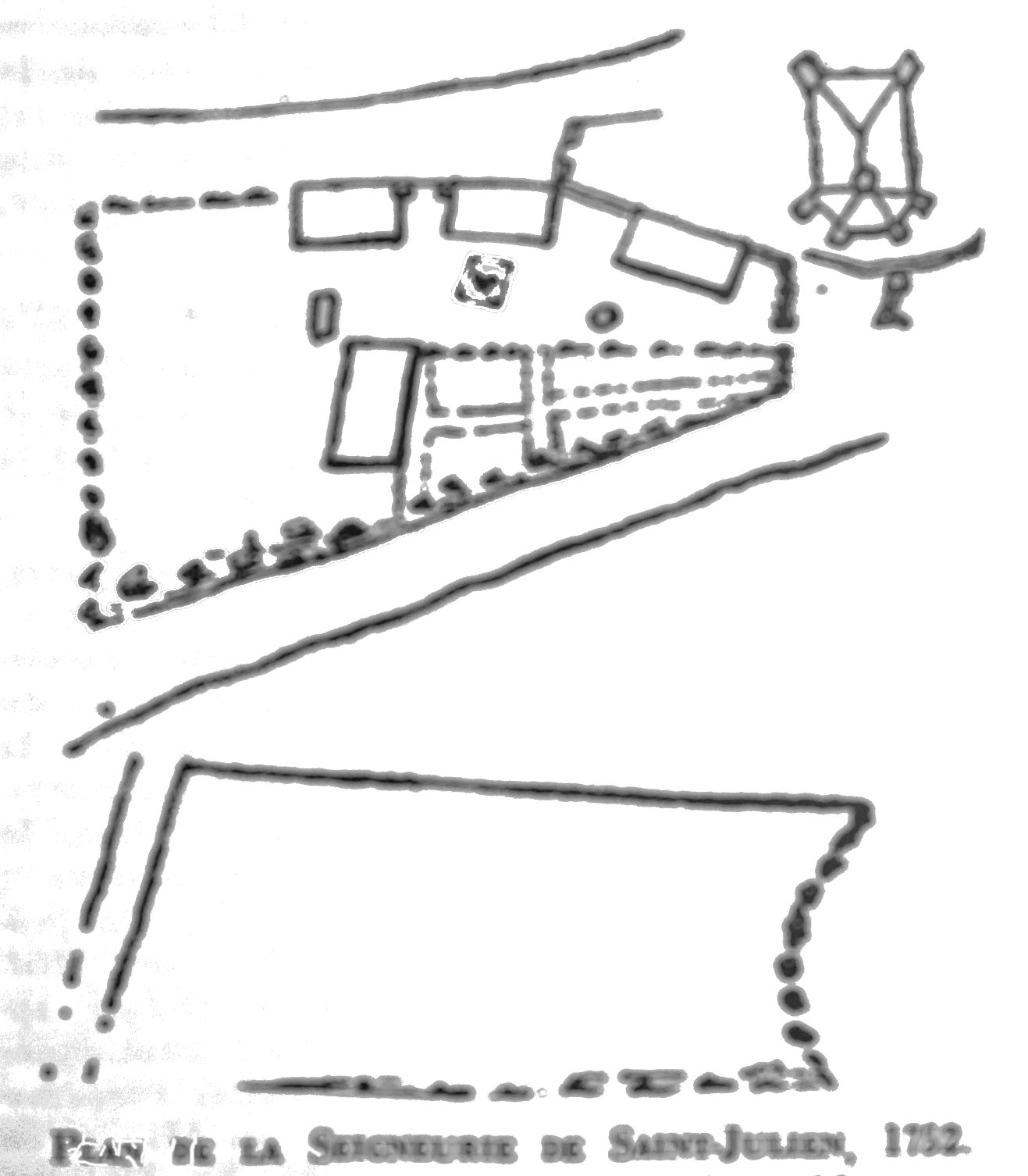
La seigneurie Saint-Julien, à droite l'église.

La seigneurie de Sancey était au comte de Champagne qui l'a donné lors de sa création au chapitre Saint-Etienne de Troyes en 1157.
Les templiers de la commanderie de Troyes avaient une maison seigneuriale qui se situait à côté de l'église mais sur l'autre rive de la Seine et qui correspondait à cette seigneurie. Elle avait une cour fermée, un pigeonnier sur 34 arpents de terre.
Il y avait aussi des moulins qui profitaient du déversoir Saint-Julien sur le cours de la Seine. Ces moulins furent ruinés par la guerre de Cent Ans.
Jean Le Ber, Le Bé, papetier troyen louait à perpétuité le moulin au commandeur Jacques Sarpe. Il obtint aussi le droit de relever le barrage à aiguilles sur la Seine du bailly Jean de Soissons, en effet le déversoir avait aussi une grande importance pour la régulation de la Seine pour Troyes et l'aval.
En 1480 il y avait ainsi sept moulins, deux à papier, un à foulon, deux à blé et un dernier à foulon, le plus proche de l'église. Les sept enfants de Roline Le Bé fille de Jean et de son époux Nicolas Ludot. En 1602, les moulins à papier passaient l'un à Jean Gouault et l'autre à Guillaume Journée des mains des héritiers Nivelle.
Le 12 novembre 1680, les moulins ruinés ne trouvant pas de locataires, ils sont vendus pour leurs matériaux ; ils ne seront plus relevés que pour la période de 1690 à 1706 par André Fariat.
La maison du Temple de Sancey et le fief s'y rattachant furent dévolus aux hospitaliers en 1313 et demeurèrent un membre de la commanderie de Troyes. En 1507 dans la succession de Nicolas Ludot est cité deux moulins à papier le moulin Le Lombard, deux moulins à blé, un moulin à écorces et un à fouler le drap.
En 1789, le village dépendait de l'intendance et de la généralité de Châlons, de l'élection et du bailliage de Troyes.

## Héraldique
|  | Les armes de la ville se blasonnent ainsi : De gueules aux trois roses d’argent, au chef du même chargé d’une fasce ondée d’azur. |

## Politique et administration

### Liste des maires
| Période                                  | Période   | Identité                                         | Étiquette | Qualité                                                                  |
| ---------------------------------------- | --------- | ------------------------------------------------ | --------- | ------------------------------------------------------------------------ |
| 1896                                     | 1897      | Maurice Chadenet                                 |           |                                                                          |
| 1897                                     | 1902      | Auguste Terrenoire                               |           |                                                                          |
| 1902                                     | 1927      | Henry Parmentier                                 |           |                                                                          |
| 1927                                     | 1945      | Gustave Brunotte                                 |           |                                                                          |
| 1945                                     | 1965      | Fernand Ganne                                    |           |                                                                          |
| 1965                                     | 1989      | André Grimont                                    |           |                                                                          |
| 1989                                     | 2000      | Francis Mielle                                   | DVD       | Conseiller général du canton de Troyes-7 (1998-2000) décédé en fonctions |
| 2000                                     | 2001      | François Gilet                                   |           |                                                                          |
| 2001                                     | 2005      | France Mielle                                    | DVD       | Conseillère générale du canton de Troyes-7 (2000-2004)                   |
| 2005                                     | 2008      | Michel Tournemeule                               |           |                                                                          |
| 2008                                     | mars 2014 | Daniel Picara                                    | DVD       |                                                                          |
| mars 2014                                | En cours  | Jean-Michel Viart Réélu pour le mandat 2020-2026 | SE        | Ingénieur                                                                |
| Les données manquantes sont à compléter. |           |                                                  |           |                                                                          |

## Démographie

### Évolution démographique
L'évolution du nombre d'habitants est connue à travers les recensements de la population effectués dans la commune depuis 1793. Pour les communes de moins de 10 000 habitants, une enquête de recensement portant sur toute la population est réalisée tous les cinq ans, les populations de référence des années intermédiaires étant quant à elles estimées par interpolation ou extrapolation. Pour la commune, le premier recensement exhaustif entrant dans le cadre du nouveau dispositif a été réalisé en 2008.

En 2022, la commune comptait 6 752 habitants, en évolution de −1 % par rapport à 2016 (Aube : +0,7 %, France hors Mayotte : +2,11 %).
| 1793 | 1800 | 1806 | 1821 | 1831 | 1836 | 1841 | 1846 | 1851 |
| ---- | ---- | ---- | ---- | ---- | ---- | ---- | ---- | ---- |
| 267  | 288  | 307  | 325  | 410  | 471  | 503  | 506  | 552  |

| 1856 | 1861 | 1866 | 1872 | 1876 | 1881 | 1886  | 1891  | 1896  |
| ---- | ---- | ---- | ---- | ---- | ---- | ----- | ----- | ----- |
| 575  | 618  | 606  | 718  | 827  | 975  | 1 173 | 1 283 | 1 281 |

| 1901  | 1906  | 1911  | 1921  | 1926  | 1931  | 1936  | 1946  | 1954  |
| ----- | ----- | ----- | ----- | ----- | ----- | ----- | ----- | ----- |
| 1 326 | 1 319 | 1 431 | 1 534 | 2 144 | 2 813 | 3 050 | 2 984 | 3 229 |

| 1962  | 1968  | 1975  | 1982  | 1990  | 1999  | 2006  | 2008  | 2013  |
| ----- | ----- | ----- | ----- | ----- | ----- | ----- | ----- | ----- |
| 4 379 | 5 183 | 5 926 | 5 809 | 6 027 | 6 420 | 6 700 | 6 782 | 6 904 |

| 2018  | 2022  | - | - | - | - | - | - | - |
| ----- | ----- | - | - | - | - | - | - | - |
| 6 801 | 6 752 | - | - | - | - | - | - | - |

### Pyramide des âges
En 2018, le taux de personnes d'un âge inférieur à 30 ans s'élève à 32,8 %, soit en dessous de la moyenne départementale (35,2 %). À l'inverse, le taux de personnes d'âge supérieur à 60 ans est de 29,4 % la même année, alors qu'il est de 27,7 % au niveau départemental.
En 2018, la commune comptait 3 279 hommes pour 3 522 femmes, soit un taux de 51,79 % de femmes, légèrement supérieur au taux départemental (51,41 %).
Les pyramides des âges de la commune et du département s'établissent comme suit.
| Hommes | Classe d’âge | Femmes |
| ------ | ------------ | ------ |
| 0,8    | 90 ou +      | 1,7    |
| 7,7    | 75-89 ans    | 11,2   |
| 17,4   | 60-74 ans    | 19,8   |
| 21,4   | 45-59 ans    | 20,8   |
| 16,5   | 30-44 ans    | 16,7   |
| 18,0   | 15-29 ans    | 15,3   |
| 18,2   | 0-14 ans     | 14,5   |

| Hommes | Classe d’âge | Femmes |
| ------ | ------------ | ------ |
| 0,8    | 90 ou +      | 2,1    |
| 7,4    | 75-89 ans    | 10,2   |
| 17,4   | 60-74 ans    | 18,4   |
| 19,4   | 45-59 ans    | 19     |
| 17,8   | 30-44 ans    | 17,3   |
| 18,3   | 15-29 ans    | 15,9   |
| 19     | 0-14 ans     | 17,1   |

## Lieux et monuments

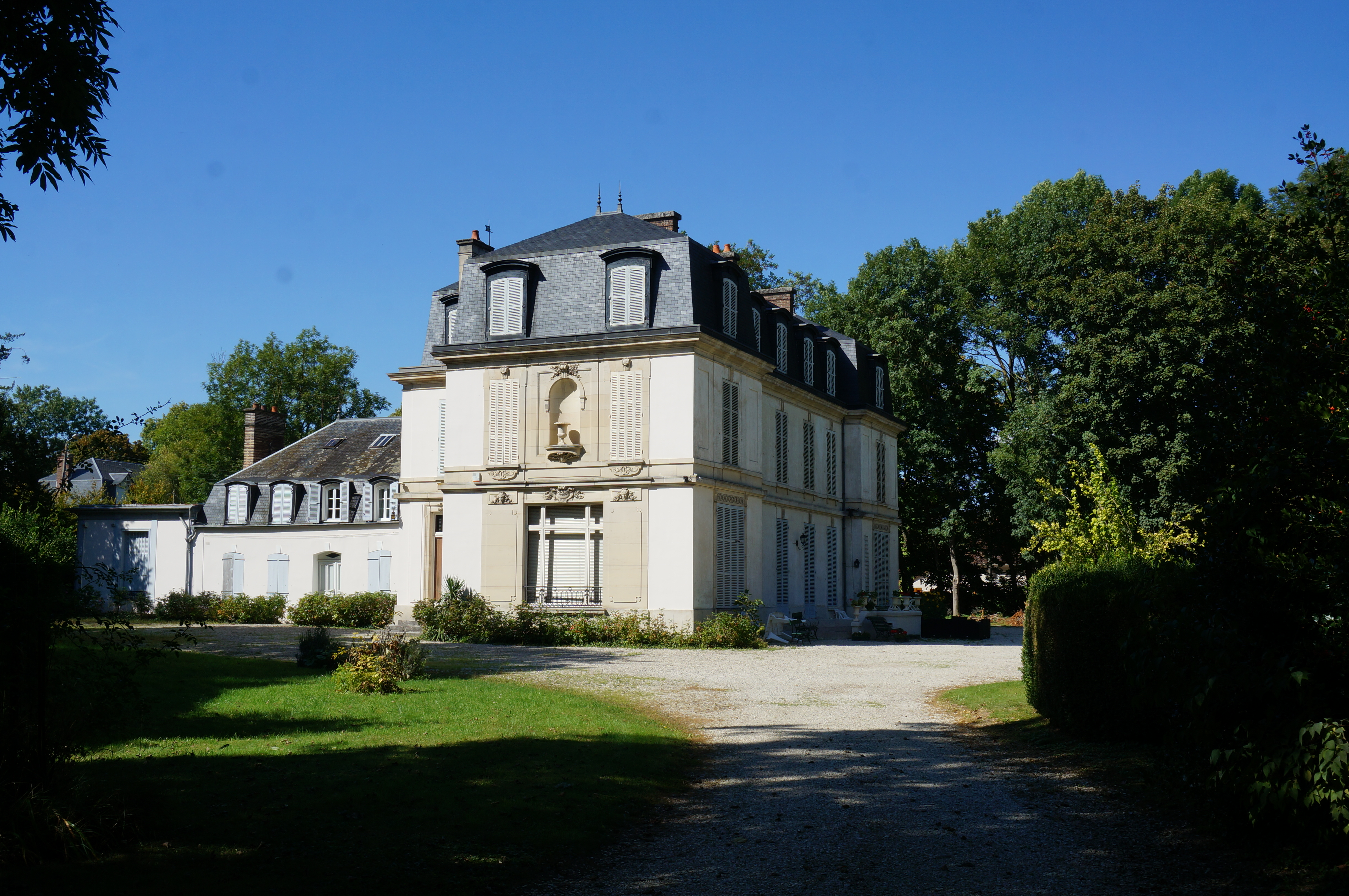
Le château La Burie lors des Journées européennes du patrimoine
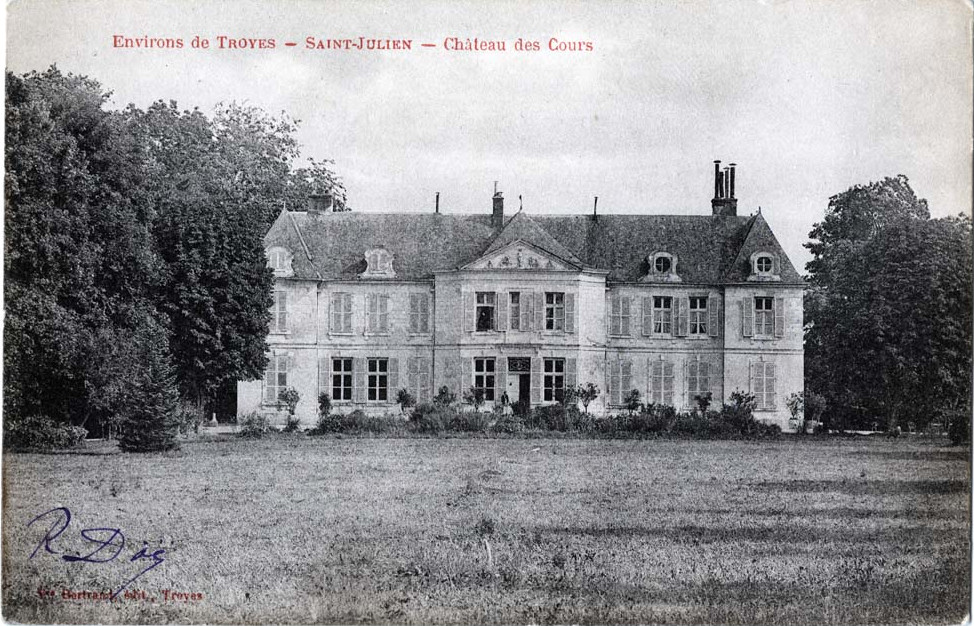
celui des Cours.

- L'église Saint-Julien-de-Brioude du XVIe siècle, inscrit au titre des monuments historiques en 1981[31] ;
- Centre de magasins d'usine Marques Avenue ;
- La Maison du patrimoine.
- Rare orgue liturgique de Didier Poirot, Mirecourt (Vosges) seul exemplaire restant. Beau buffet polychrome.
- L'atelier Poirot construisait des serinettes, orgues de salon à cylindres, orgues pour salles de bals, orgues portatives et orgues d'églises (catalogue de 1869).
- Château des Cours, il est difficile de dire si c'était une seigneurie mais il était la propriété de Nicolas Rémond, seigneur de la Renouillère en 1690 puis à son fils Georges. D'après Grosley il était l'œuvre de Louis Maillet.
- Anne Thierriat le donnait à Jean-Joseph, comte de Lespinasse en 1779, charge à lui de payer les dettes de Madame.
- Le Petit-Château : bâti en 1760 pour Jacques Cazin de la Vasserie, qui était lieutenant général du bailliage de Troyes. Il fut acquis par Garnier de Montreuil, conseiller au bailliage et au présidial de Troyes en 1769, puis à M. Le Blant en 1825.

## Personnalités liées à la commune
Dominique Pagnier, poète et écrivain, né à Saint-Julien-les-Villas, le 24 juin 1951.